# Березань (учебное судно)
«Тюрингия» (S/S Thuringia) — транспортное судно типа Hammonia, шестое в серии. Построено на британской верфи Caird & Co для германской судоходной компании Hamburg-Amerikanischen Packetfahrt AG (HAPAG). В 1878 году выкуплен Российской империи в качестве товаро-пассажирского судна для Добровольного флота, названо «Петербург». Под этим же названием было перестроено на французской верфи Forges et chantiers de la Méditerranée во вспомогательный крейсер для возможного использования в Российском императорском флоте. С 1 мая 1893 года включено в список судов Черноморского флота как учебное судно под названием «Березань». 5 ноября 1920 года перешло под контроль частей Красной Армии, названо «Советская Россия»

## Строительство
Шестое судно типа Hammonia. Построено в 1870 году под названием Thuringia для германской судоходной компании HAPAG на верфи Caird & Co в Гриноке (Великобритания). Спущено на воду 18 мая. Первоначальная стоимость судна, в пересчёте по курс того времени, составила 526 794 рублей.

## Конструкция

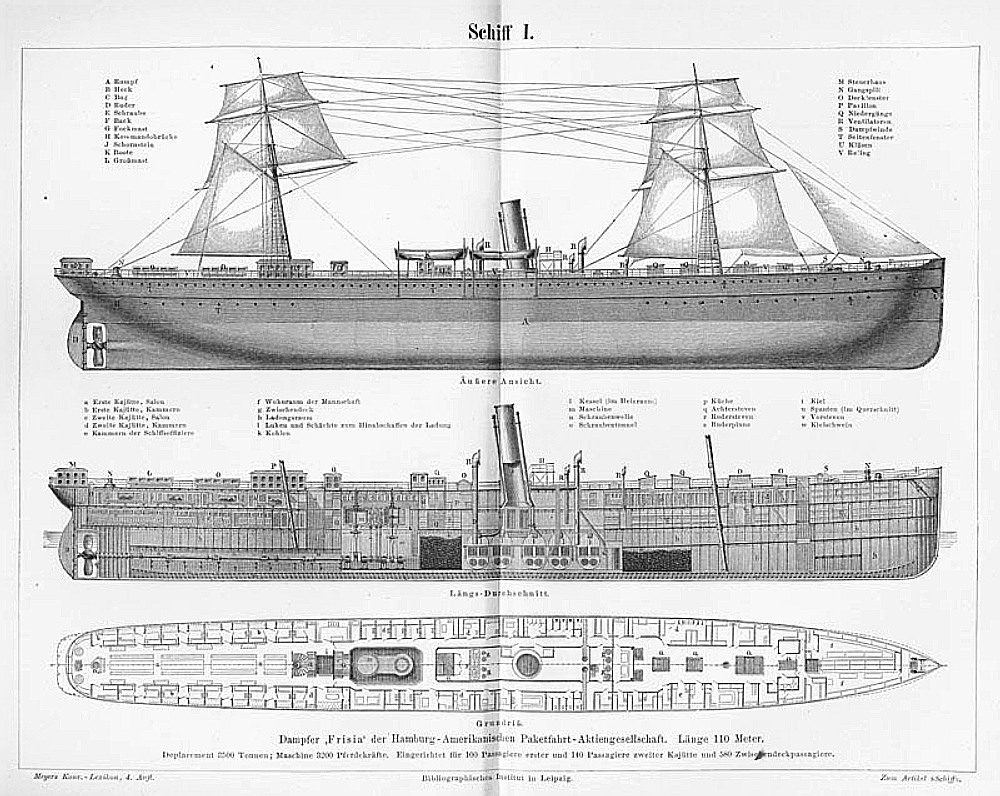
Чертежи судна Frisia, однотипного с Thuringia.

Корпус железный трёхпалубный. Водоизмещение 5096 тонн. Длина 106,77 метра (350,3 фт), ширина 12,19 метра (40 фт). Вместимость 2897 брт / 1821 нрт. Высота борта над линией КВЛ 10,39 метра (нос), 7,32 метра (корма). Осадка 6,4 метра. Число пассажиров в каютах первого класса 102, второго 136 и 620 человек в каютах третьего класса. Численность команды 120 человек, с 1894 года — 266 человек. В качестве движителя служили: один винт фиксированного шага и паруса, размещавшимися на двух мачтах.
В Кронштадте были установлены подкрепления под артиллерию и оборудованы бомбовые погреба с крюйт-камерами. Но после Берлинского конгресса 1878 года, пересмотревшего условия Сан-Стефанского договора, международная обстановка нормализовалась, и перед возвратом парохода в Добровольный флот, подпорки под орудия были сняты и восстановлены каюты.
В 1909 году установлена новая мощная радиостанция. Как транспорт-база подводных лодок принимал 50 тонн питьевой воды, 350 тонн котельной воды, шесть торпед и большой запас снарядов. На борту размещались два гидроаэроплана и два моторных катера.

### Главные механизмы
При постройке в Великобритании в качестве главных механизмов была установлена 1 вертикальная 2-цилиндровая паровая машина простого расширения с четырьмя цилиндрическими котлами производства фирмы Caird & Со, мощностью 1800 индикаторных л. с. (500 нарицательных л. с.). Дым выводился в одну трубу.
1879—1880 годах в Марселе на верфях Forges et chantiers de la Méditerranée была установлена новая паровая машина двойного расширения пара, мощностью 2300 индикаторных л. с. После проведённых замеров были установлены новые котлы, что позволило увеличить мощность механизмов до 2500 индикаторных л. с.
В 1887—1888 годах в Глазго на верфях en:Robert Napier and Sons установили новые котлы, что потребовало монтажа двух дымовых труб, вместо одной.
В 1907 году в Севастополе были установлены шесть исправленных цилиндрических котлов с эскадренного броненосца «Синоп» и смонтированы три новые дымовые. Мощность механизмов возросла до 3200 л. с., скорость до 13,8 узлов.

### Вооружение
С 1894 года:
- 8 × 75-мм
- 2 × 37-мм
- 4 × пулемёт
- 1 × 64-мм десантное орудие Барановского
- 2 бортовых надводных минных аппарата

В 1896 году к вооружению добавлено 120-мм орудие, в 1897 году добавлены две 37-мм пушки Максима.
С 1907 года
- 6 × 47-мм револьверных пушек Гочкиса

С 1909 года
- 2 × 37-мм орудие

С 1914 года
- 6 × 75-мм
- 2 × 37-мм пушка
- 4 × пулемёт

С 1918 года
- без вооружения

С 1920 года
- 5 × пулемёт

## История

### В Германской империи

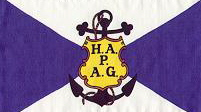

27 октября 1870 года судно вышло в первый рейс по маршруту Гамбург — Нью-Йорк. 12 мая 1875 года вернулось из последнего рейса по маршруту Гамбург — Гавр — Нью-Йорк, после чего было снято с линии.

### В Российской империи

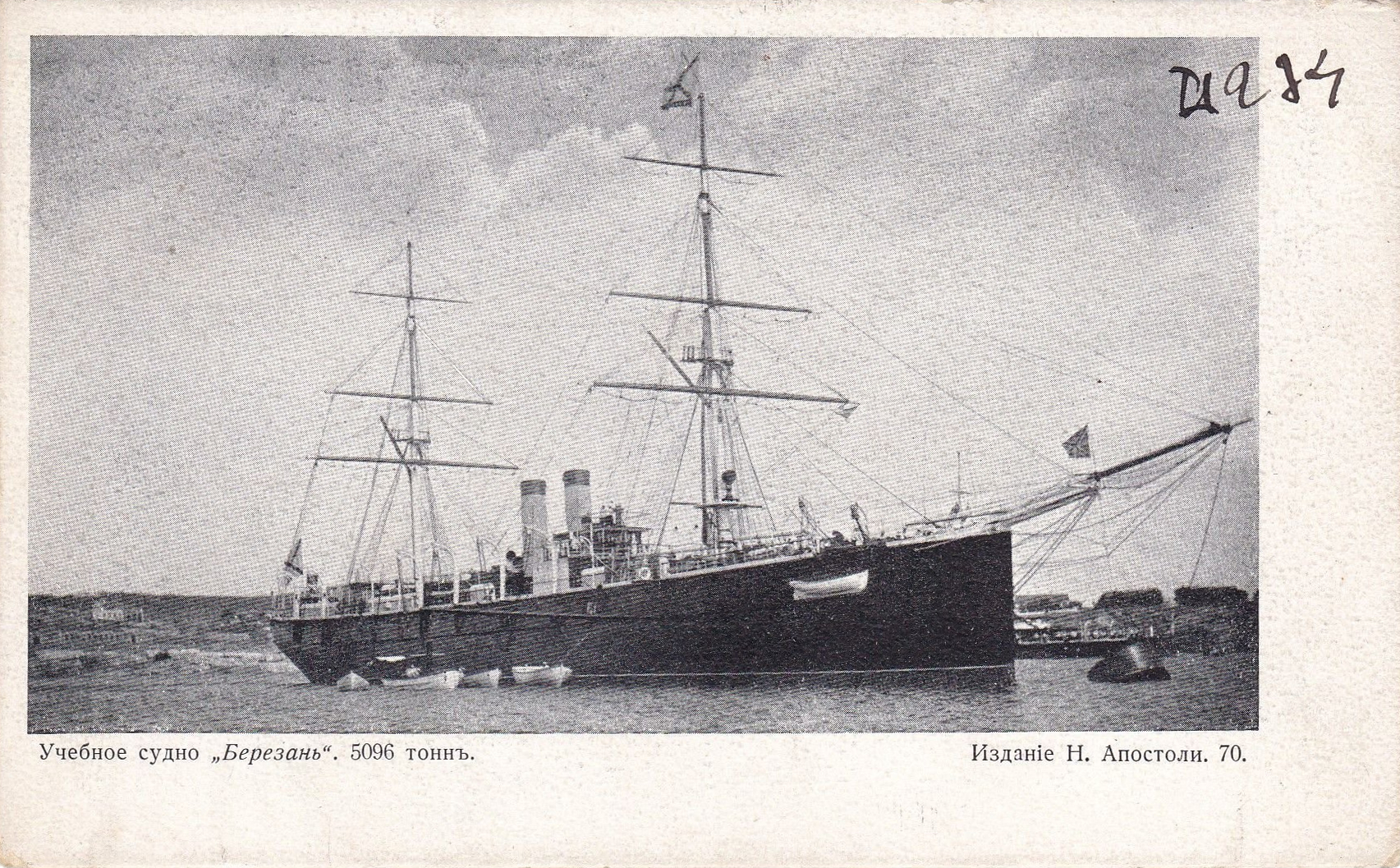
"Березань" на почтовой открытке Российской Империи.

6 июня 1878 года судно было приобретено Российской империей за 65 000 фунтов стерлингов (в разных источниках 40 000) для нужд Добровольного флота. 16 июня того же года германский экипаж привёл судно в Кронштадт. После переоборудования, 3 июля было зачислено в списки кораблей Балтийского флота как вспомогательный крейсер «Петербург». Но, в связи с изменением военно-политической обстановки в Европе, 21 июля исключено из списков Морского ведомства и возвращено в Добровольный флот. С августа этого же года судно получило приписку к Петербургскому торговому порту под № 115. 6 сентября 1878 года «Петербург» прибыл из Кронштадта в Одессу.
В навигацию 1879 года совершало рейсы между Россией и Болгарией, перевозя добровольцев. 10 августа направилось на верфь Forges et Chantiers de la Mediterranee в Марсель для переоборудования во вспомогательный крейсер.
15 марта 1880 года вышло из Одессы в Ханькоу, доставив на обратном 2500 тонн чая. 26 июля года вышел во Владивосток с грузом военного назначения, в том числе, с двумя миноносками на борту. 14 ноября, в связи с обострением международной ситуации, был передан Морскому ведомству и использовался в качестве угольного транспорта при Эскадре Тихого океана адмирала С. С. Лесовского.
15 марта 1881 года судно возвращено Доброфлоту, с припиской к Петербургскому торговому порту под № 132. С этого же года использовалось для перевозки чая из Китая и регулярных рейсов по дальневосточной линии. 13 апреля 1883 года во Владивосток на «Петербурге» было доставлено 810 переселенцев — будущих основателей Николаевки.
В 1887—1888 годах транспорт прошёл ремонт на верфях британской компании Robert Napier and Sons, во время которого были установлены новые котлы. Также были смонтированы две дымовые трубы вместо одной. В 1889 году судно было переоборудовано для перевозки заключённых, и с 1890 года использовалось вместо транспорта «Нижний Новгород» для доставки ссыльных и каторжников из Одессы на Сахалин. 10 декабря 1892 года в Одессе был окончен последний дальневосточный рейс. В связи с нецелесообразностью дальнейшего коммерческого использования переведён в Николаев на хранение.
4 января 1893 года пароход «Петербург» выкуплен Морским ведомством за 355 000 рублей, но исключён из состава Доброфлота только 17 марта. 1 мая этого же года под названием «Березань» судно зачислено в 29-й флотский экипаж в качестве учебного судна Черноморского флота. В 1894 году судно было вооружено: установлены восемь 75-мм пушек, два 37-мм орудия и четыре пулемёта,добавлено одно 64-мм десантное орудие Барановского, также были смонтированы два бортовых надводных минных аппарата. В составе учебного отряда Чёрного моря использовалось для обучения минеров, минных специалистов и комендоров Минной школы Черноморского флота. В 1896 году дополнительно было установлено одно 120-мм орудие, а в 1897 году две 37-мм пушки Максима. К 1900 году судно переведено в 36-й флотский экипаж Черноморского флота.
В 1903 году на корабле произошла попытка бунта, организованная А. Н. Матюшенко из-за плохого качества пищи.
В 1907 году во время ремонта, проводившегося в Севастополе на Лазаревском адмиралтействе, были установлены шесть исправленных цилиндрических котлов с эскадренного броненосца «Синоп» и смонтированы три новые дымовые трубы вместо двух. Мощность механизмов увеличилась до 3200 л. с., что позволило развивать скорость до 13,8 узлов. Также, вместо прежнего вооружения были установлены шесть 47-мм револьверных пушек Гочкиса.
29 января 1909 года «Березань» переведено в класс транспортов, с оставлением в отряде учебных судов Черноморского флота. Новое вооружение состояло из двух 37-мм орудий. Была установлена мощная радиостанция, позволявшая вести переговоры между Севастополем и Батумом. Далее «Березань» использовалось как в учебных целях школы подводного плавания, так и как транспорт-база подводных лодок. Оно принимало до 50 тонн питьевой и 350 тонн котельной воды, могло доставить шесть торпед и полный запас снарядов для артиллерийских орудий подлодки. На нём могли разместиться два гидроаэроплана и два моторных катера. В мае-апреле 1909 года «Березань» обследовало подводную лодку «Камбала», затонувшую 29 мая после столкновения с броненосцем «Ростислав». При обследовании от кессонной болезни погиб водолазный боцманмат Ефим Бочкаленко.
27 ноября 1914 года приказом № 926 по Черноморскому флоту, на время войны, был зачислен в класс посыльных судов II ранга. После начала первой мировой войны судно было вооружено шестью 75-мм и двумя 37-мм пушками, в дополнение были четыре пулемёта. Во время войны «Березань» было приписано к школе подводного плавания и использовалось в качестве конвоира подводных лодок. 29 августа 1916 года судно вновь включено в состав учебного отряда Черноморского флота.
1 мая 1918 года судно было захвачено в Севастополе немецкими войсками, а 24 ноября 1918 союзными войсками. В апреле 1919 года во время Крымской эвакуации английские подрывные команды вывели из строя ряд кораблей и судов находившихся в Севастополе, в том числе «Березань». В этом же году номинально было включено в состав отряда транспортов тыла флота Вооруженных сил юга России, но в эксплуатацию не вводилось. Во время эвакуации Крыма было оставлено в Севастополе.

### В СССР
15 ноября 1920 года перешёл под контроль частей Красной Армии. Названо «Советская Россия». Зачислено в Действующий отряд Морских сил Черного моря Рабоче-Крестьянского Красного Флота. Так как главные механизмы были выведены из строя англичанами, судно было введено в строй в декабре 1920 года в качестве несамоходной базы дивизиона сторожевых катеров и катеров-истребителей. С 8 августа 1921 года судно использовалось как несамоходная база дивизиона подводных лодок. На вооружении находилось пять пулемётов.
1 октября 1929 года, из-за недостаточности средств на содержание, «Советская Россия» переведена в корабельный резерв и сдана к порту на хранение.
В 1931 году выведена из резерва и переоборудована в плавучую казарму отряда подводного плавания. В 1941 году сдана на слом.

## Командный состав

### Командиры
- xx.xx.1891—xx.12.1892 лейтенант В. И. Литвинов
- xx.xx.1896—xx.12.1896 капитан 1-го ранга М. Ф. Лощинский
- xx.xx.1897—xx.xx.189x капитан-лейтенант Н. Л. Кладо
- xx.xx.1901—06.12.1903 капитан 2-го ранга Е. Н. Голиков
- 02.01.1906—07.02.1906 капитан 2-го ранга А. К. Цвингман
- 1925 — К. К. Ковалевский

### Другие должности
- xx.xx.1900—xx.xx.1900 штурман дальнего плавания вольноопределяющийся Г. Я. Седов[1]
- xx.xx.1901—xx.xx.1901 вахтенный начальник лейтенант П. П. Киткин
- xx.xx.1901—xx.xx.1901 вахтенный начальник мичман А. П. Гезехус
- 01.07.1896—30.09.1896 Н. А. Матусевич

### Проходили обучение / практику
- xx.xx.1899—xx.09.1900 мичман П. П. Киткин
- xx.xx.1901—xx.xx.1902 А. Н. Матюшенко
- xx.xx.1902—xx.xx.190x И. А. Лычев